# 田坑村古建筑群
田坑村古建筑群位于广东省惠东县多祝镇，建成于清乾隆年间。为陈氏入惠八世祖西峰公及后人所建，俗称“田坑古城”。
古城占地12000多平方米，有20多座四合院式民宅，房厅约400个，兴盛时曾容纳过700多村民。四周围绕着4-5米高的城墙，长500多米。城墙上建有7个二至三层的炮楼，城门设在东面。田坑古城结构对称、布局精巧，融汇广府、潮汕、客家风格，是广东客家围屋的代表作之一。

## 历史

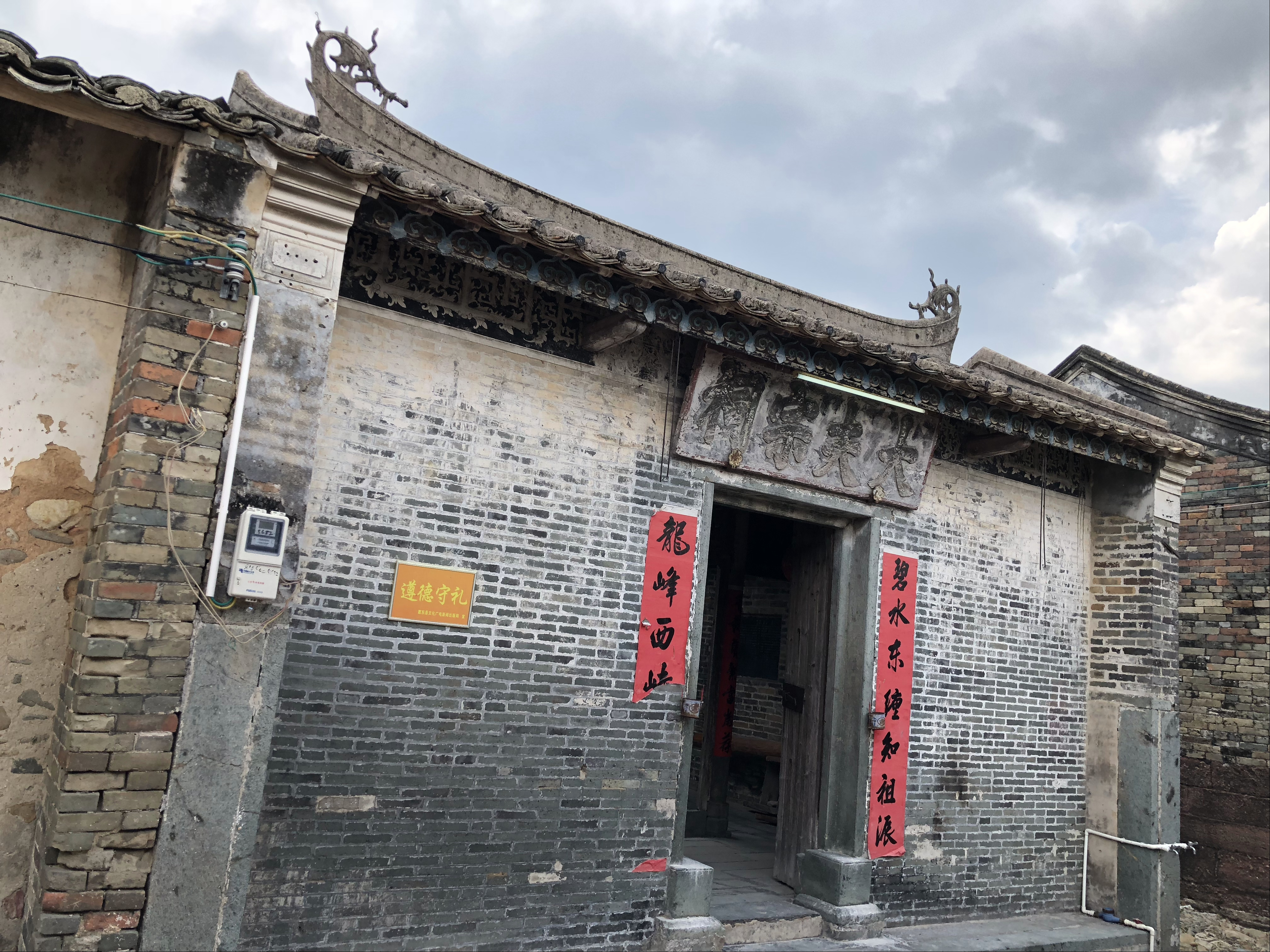
大夫宗祠

明成化年间，始祖陈有信因避战乱迁居惠东南山之下。传至十一代，已出现了十位大夫。康熙三十八年（1699年），第八代西峰公在堪舆先生指点之下购入此地，其子宁斋公陈大绩大规模营建了田坑古城。
陈大绩“富奏百万、治理黄河”，曾为村民修桥铺路，并在雍正、乾隆年间多次赈济饥荒，被时任知县陈哲表彰为“尚义先声”，还获得广东巡抚王安国赠予“乐善不倦”牌匾。而陈大绩的侄孙陈铎入京后，因书法卓越而受到成亲王赏识，后被提拔为代州知州、山西知州、山西岸平道等职，官至五品，“军功加四份、记录十七次”，成为家族中在官场上最成功的人。
抗日战争时期，古城西南部分民宅及四座炮楼因遭日军轰炸而坍塌。至21世纪初，村民们多已搬至新村。2004年3月，大夫宗祠被选为惠东县文物保护单位，2008年11月田坑村古建筑群被列入广东省文物保护单位。

## 建筑

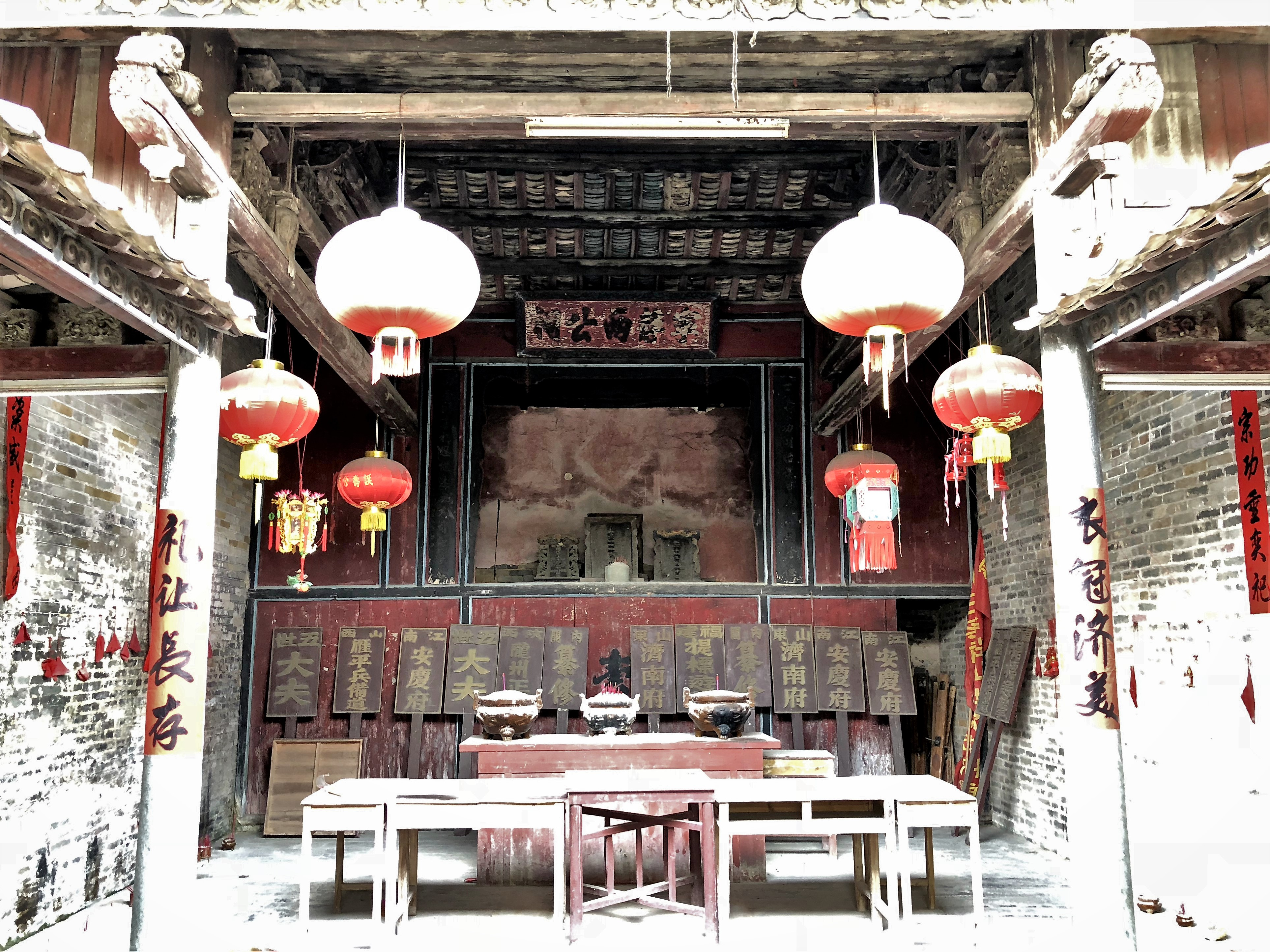
大夫宗祠内景

古城占地12000多平方米，有20多座四合院式民宅，多分布于北部，包括大夫宗祠及进士第。而南部则多为独栋民宅，有些长年无人居住，已经坍塌。
大夫宗祠为硬山顶、抬梁式结构，三开间、二进深。乾隆三十八年（1773年）为纪念诰封济南司马宁斋公、诰封承德司马静斋公而建，实木阳刻“大夫宗祠”牌匾悬挂于入口正上方。墙体为青砖所砌，大门为青麻条石所制。宗祠内第一进为门厅，中设屏门。院内左右两侧墙上分别镶嵌《陈氏二、三房合建宗祠碑》、《祠堂条规》。第二进前挑檐梁以木雕狮子托起檐檩，后壁设供奉先祖的社龛，上方悬“宁静两公祠”木牌匾。香案下排列着七对功名牌匾，上书陈氏先祖的各类官衔。建筑内的木雕、砖雕体现出潮汕风格。
古城的城门设于东部中间，四周为青砖、三合土砌成的城墙，高4-5米，周长500米。墙基为红砂岩所筑，体现出明代建筑风格。七座炮楼分布于四角及三面城墙中间，村前为半月形池塘，有“七星伴月”之意。炮楼均有广府风格的镬耳墙，两至三层高，每层设瞭望孔、铳眼，与城墙贯通以增强防御性。城内有18条纵横交错的巷道，以鹅卵石铺成。

## 图集

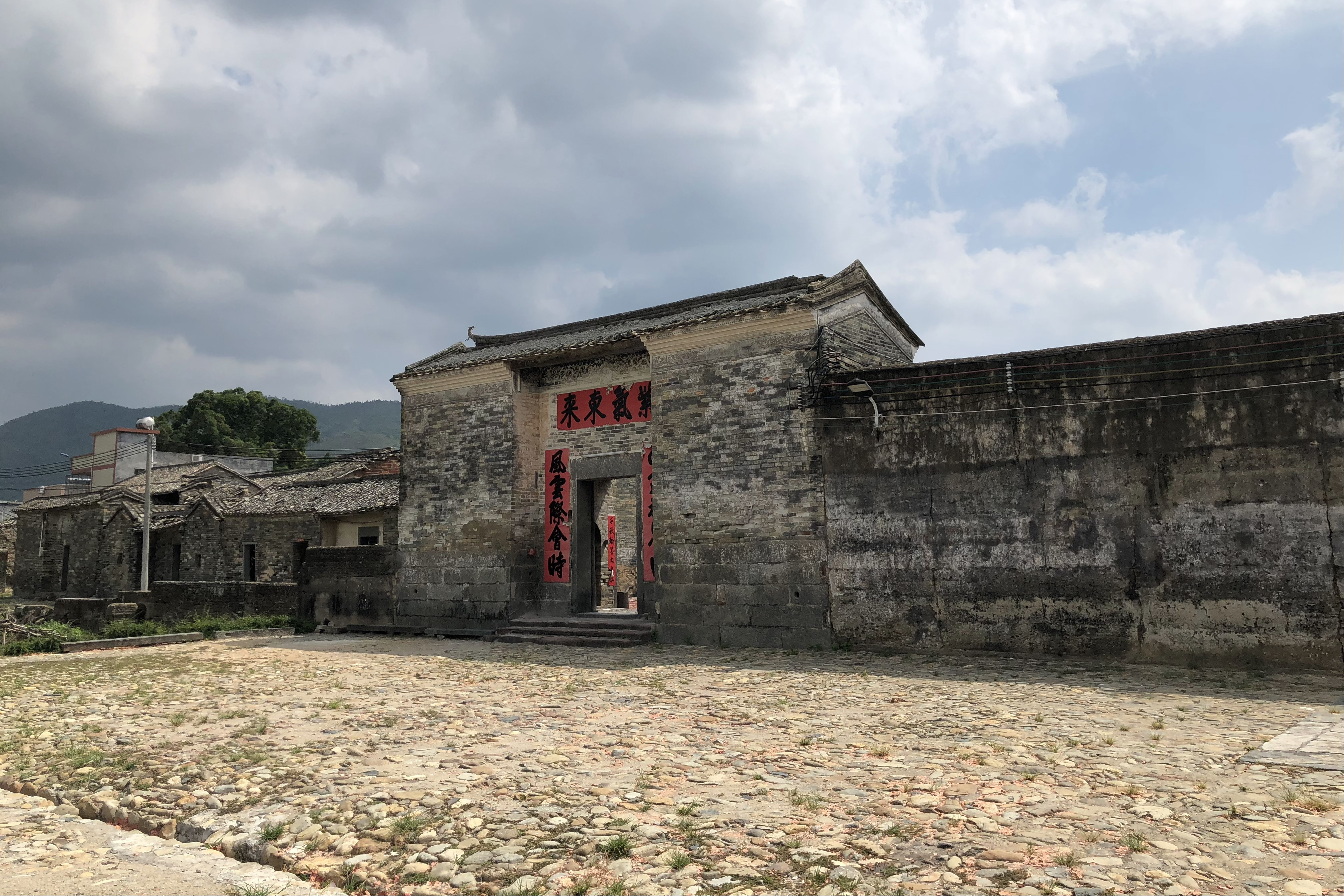
门楼
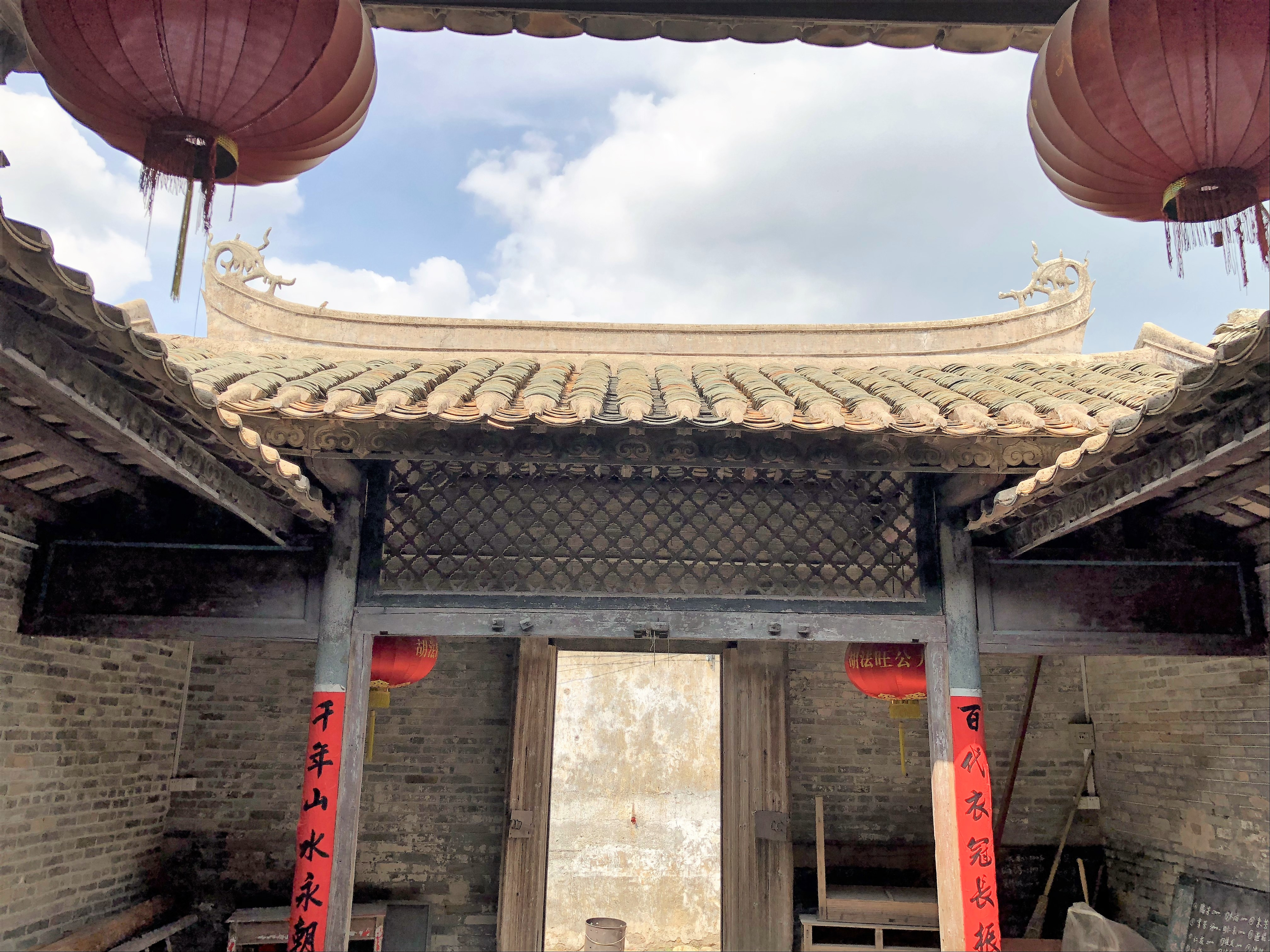
大夫宗祠院落及屏门
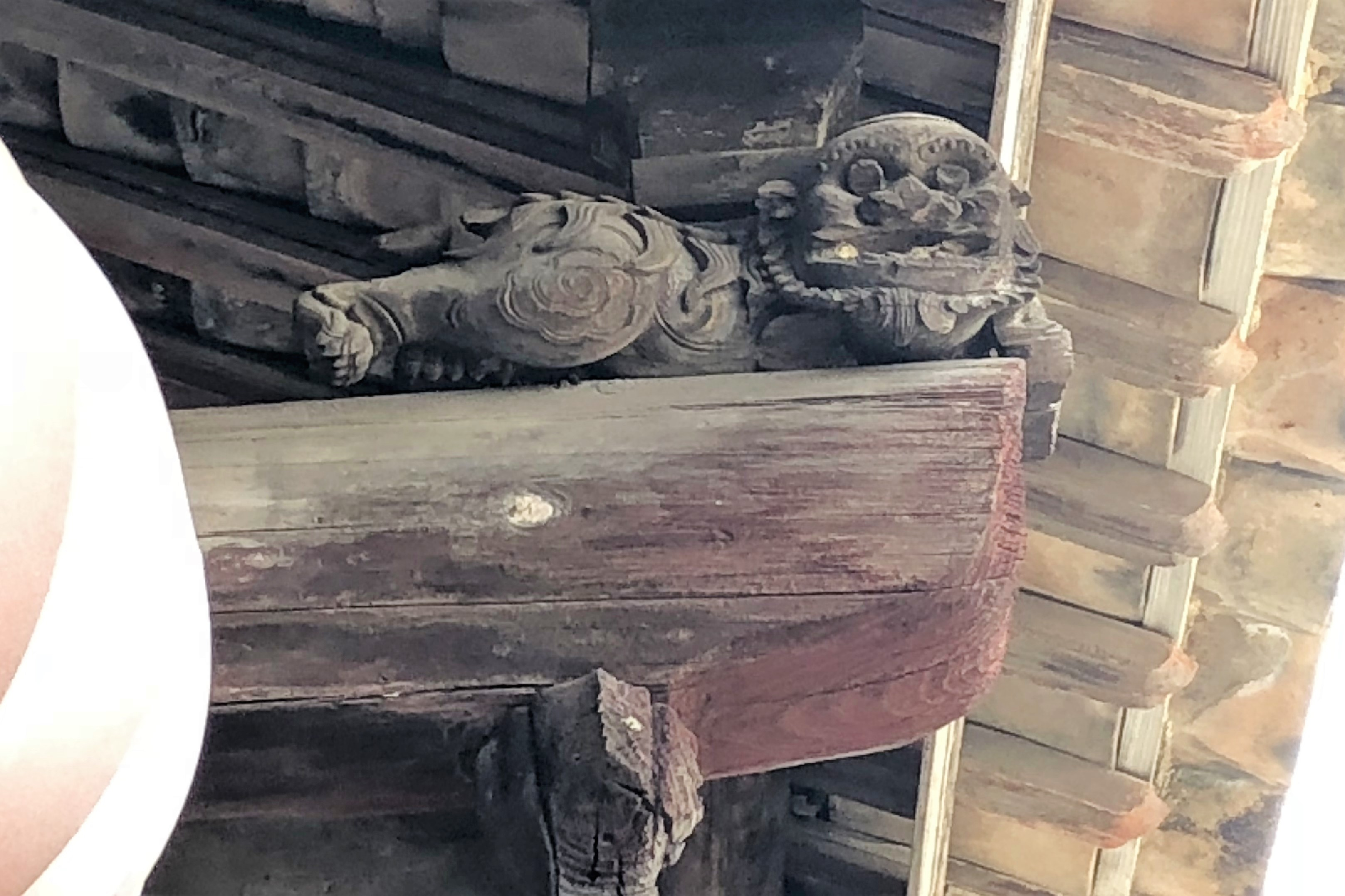
大夫宗祠第二进托起檐檩的木雕狮子
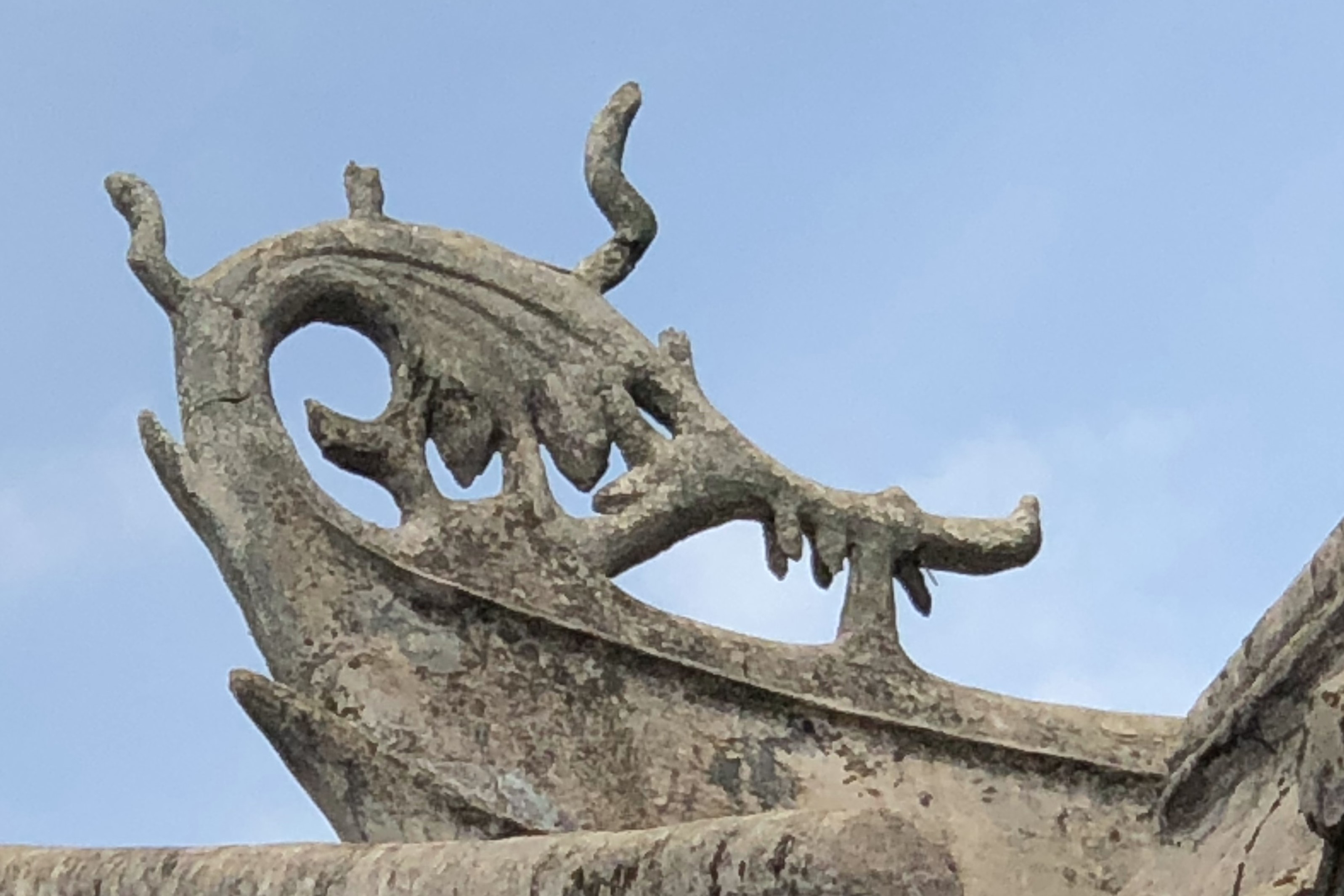
大夫宗祠的鸱吻
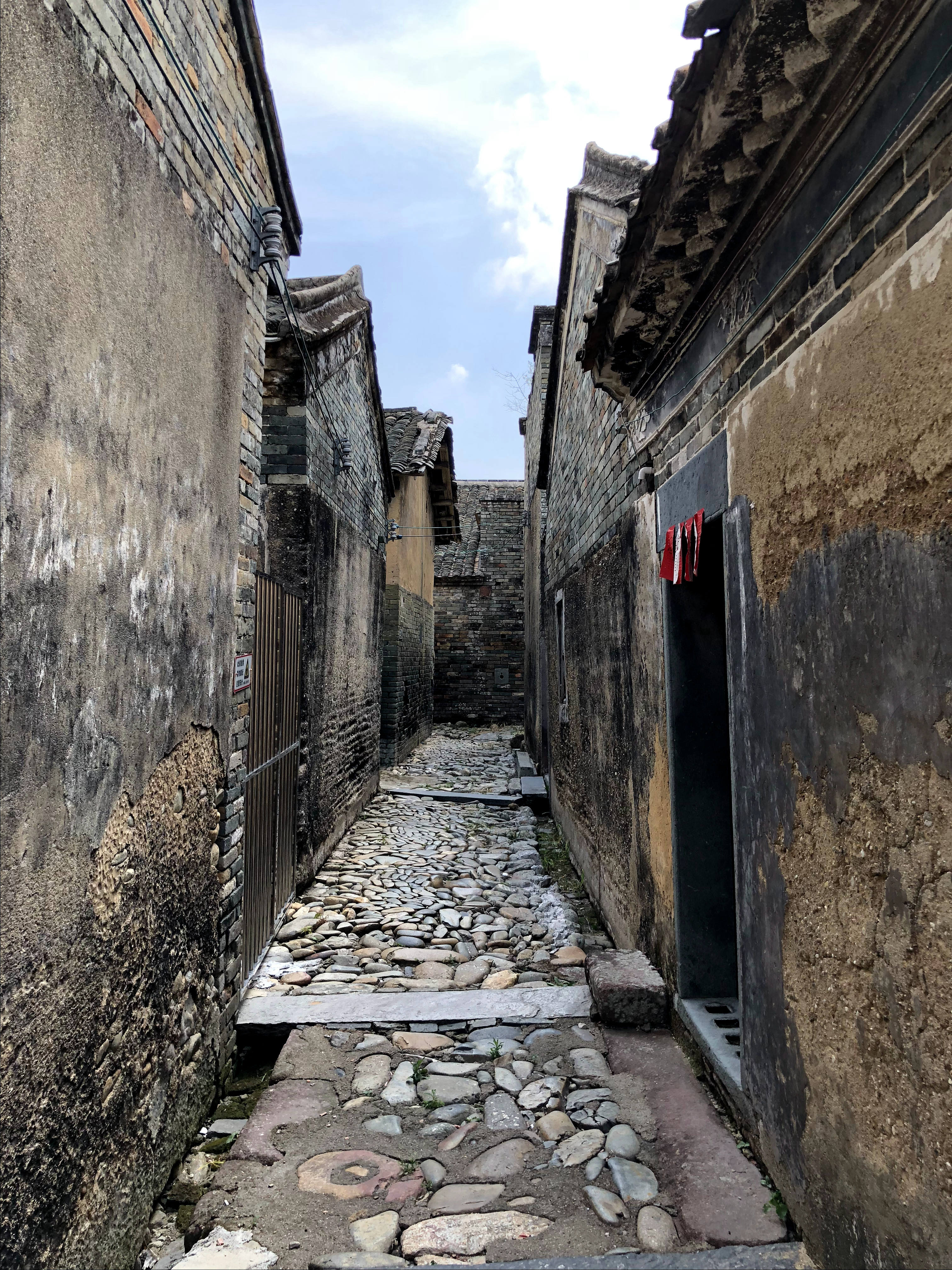
巷道
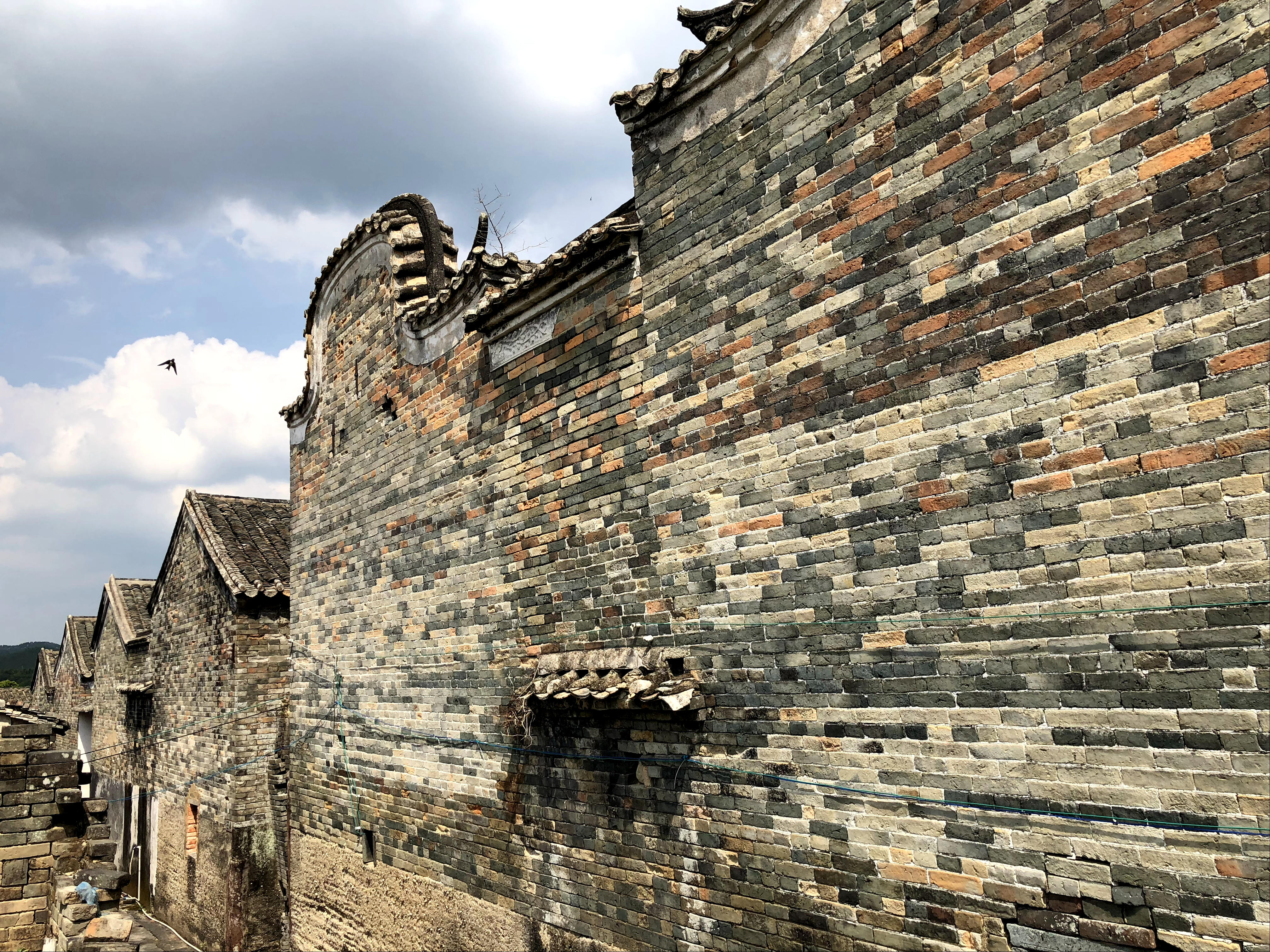
外墙
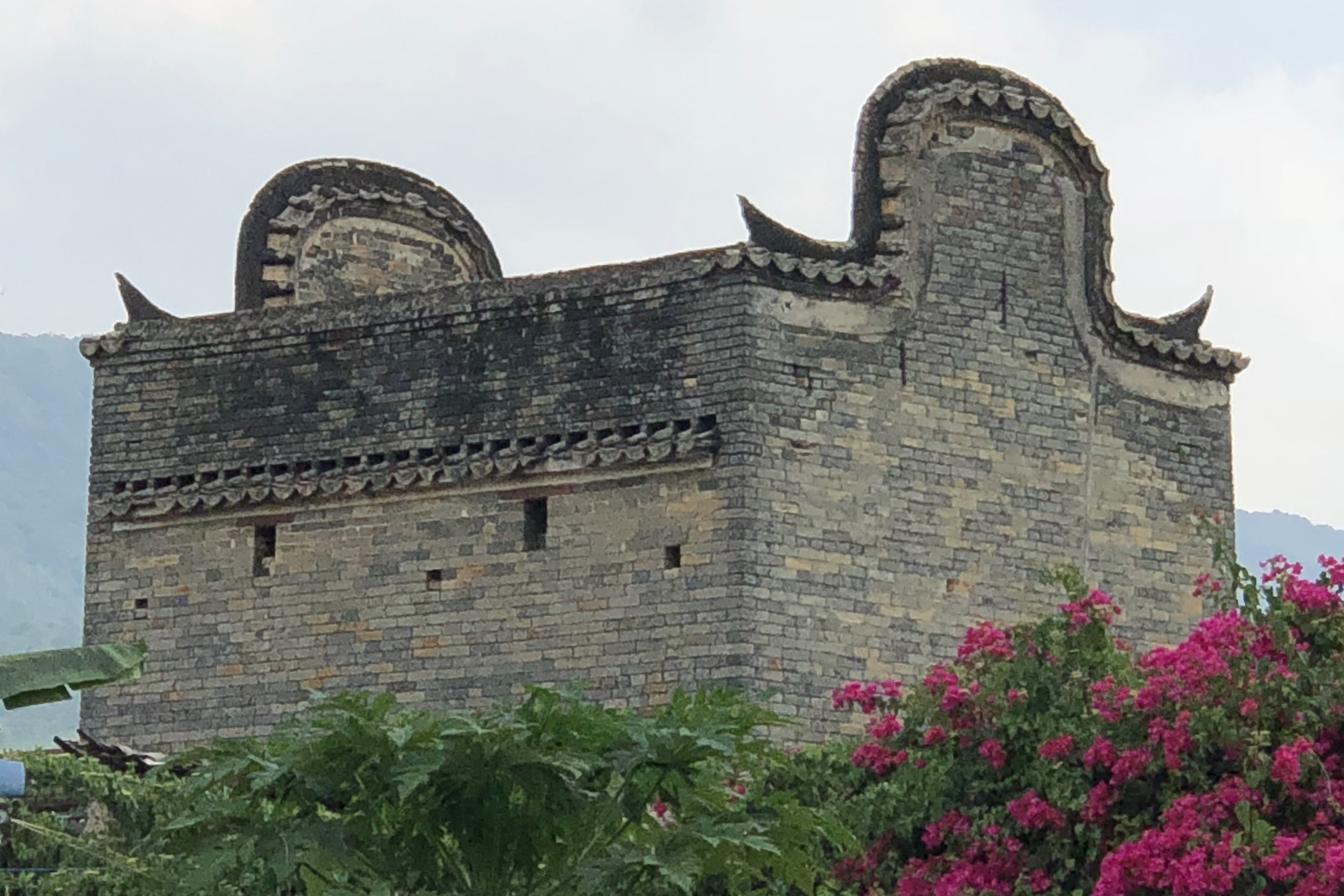
北炮楼
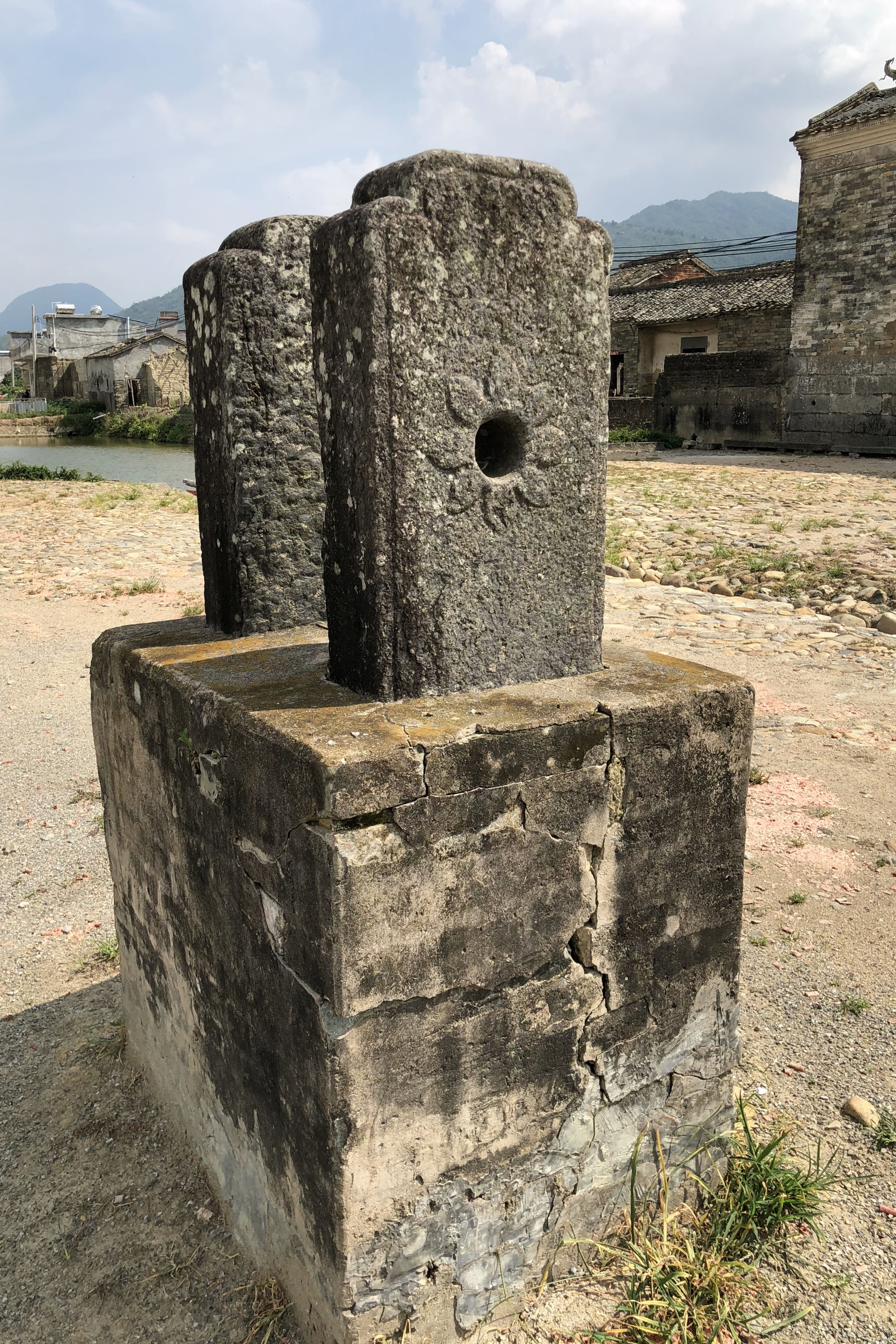
村前的旗杆石